# Natalie Psaila
Natalie Psaila est une médecin maltaise militant pour les droits des femmes et notamment pour le droit à l'avortement. Elle est cofondatrice de l'ONG Doctors for Choice, basée à Malte.

## Biographie

### Carrière médicale
Ntalie Psaila effectue ses études de médecine à l'université de Malte, et y devient docteur en médecine en 2007. Elle se spécialise en 2023 en médecine familiale,,.
Elle écrit un livre destiné aux préadolescents sur l'éducation sexuelle, intitulé My Body's Fantastic Journey (« Le Voyage fantastique de mon corps »), et parlant notamment de la puberté, de la biologie, de la sexualité, du consentement ou encore de la contraception,,.

### Militantisme
Natalie Psaila veut faire assouplir les lois sur l'avortement à Malte puis obtenir sa dépénalisation, et demande un meilleur accès à la contraception,,. Son action lui vaut des messages injurieux et même des menaces de mort. Natalie Psaila et ses collègues déclarent constater peu de zèle de la part des autorités lorsqu'ils signalent ces incidents.
En 2019, Natalie Psaila cofonde l'association Doctors for Choice, une organisation non gouvernementale.
Fin juin 2023, Natalie Psaila et une autre médecin, Isabel Stabile, créent une ligne d'assistance téléphonique pour les femmes qui souhaitent un avortement. Ce dispositif d'assistance aide les patientes à discuter des options possibles à l’étranger et apporte un soutien à celles qui souhaitent pratiquer un avortement médicamenteux,.

### Reconnaissance
Natalie Psaila figure en 2023 sur la liste des 100 femmes de la BBC,, devenant ainsi la première femme maltaise à recevoir cette distinction,.